# Віндерей
Віндерей (рум. Vinderei) — село у повіті Васлуй в Румунії. Адміністративний центр комуни Віндерей.
Село розташоване на відстані 233 км на північний схід від Бухареста, 54 км на південь від Васлуя, 113 км на південь від Ясс, 82 км на північ від Галаца.

## Населення
За даними перепису населення 2002 року у селі проживали 1163 особи, з них 1162 особи (99,9%) румунів. Рідною мовою 1162 особи (99,9%) назвали румунську.